# The Chi
The Chi ist eine US-amerikanische Dramaserie, die von Lena Waithe geschaffen wurde. Die Premiere der ersten Episode erfolgte vorab am 15. Dezember 2017 auf Sho.com, der Website des US-Pay-TV-Senders Showtime. Die reguläre Ausstrahlung fand am 7. Januar 2018 auf Showtime statt. Im deutschsprachigen Raum erfolgte die Erstveröffentlichung der Serie am 25. Mai 2022 durch Disney+ via Star als Original.
Die Serie wurde im Mai 2025 für eine achte Staffel verlängert.

## Handlung
Die Serie begleitet eine Handvoll unterschiedlicher Einwohner der South Side von Chicago und erzählt ihre Geschichten. An einem durchschnittlichen Tag gehen hier, wie überall sonst auch, Kinder zur Schule, ihre Eltern zur Arbeit, während junge Erwachsene versuchen ihren Träumen nachzugehen und die Älteren auf der Veranda sitzen sowie das ganze Geschehen beobachten. Doch die South Side birgt tagtäglich für jeden Einzelnen unzählige Gefahren, wo nicht nur die kleinste Entscheidung im Sekundenbruchteil alles ändern kann, sondern auch über Leben und Tod entscheidet. Es zeichnet sich ein Bild der Menschen ab, die in diesem Stadtteil leben. Diese werden dabei mit Gefühlen wie Glück, Heiterkeit, Angst, Trauer und Wut konfrontiert und müssen sich gleichzeitig mit Themen wie Familie, Liebe, Lebensgestaltung, Armut, Verlust, Abhängigkeit, Gewalt und Diskriminierung auseinandersetzten. Nichtsdestotrotz versucht jeder von ihnen seinen persönlichen Weg zu finden und diesen zu verfolgen.

## Figuren
Emmett Washingtonist einer von Sneakern besessener Teenager, der sein Ding nicht in der Hose behalten kann und nun ein ungeplantes Kind hat. Auf Drängen seiner willensstarken Mutter Jada tut er sein Bestes, um für seinen Sohn zu sorgen.
Jada Washingtonist die zähe, aber liebevolle Mutter von Emmet. Sie ist eine hart arbeitende Altenpflegerin, die kein Interesse daran hat, auf mögliche weitere Überraschungs-Enkelkinder aufzupassen. Eine ihrer Patientinnen ist Ethel, die Großmutter von Ronnie.
Kevin Williamsist ein guter Junge aus einem liebevollen Haushalt, der einfach nur Spaß mit seinen Freunden haben will und gern mit süßen Mädchen flirtet. Aber in der South Side von Chicago ist es nicht schwer, sich zur falschen Zeit am falschen Ort zu befinden, und im Handumdrehen steckt Kevin in ernsthaften Schwierigkeiten.
Stanley „Papa“ Jacksonist das dritte Mitglied in der Truppe von Kevin. Er ist klug, lustig, frühreif und genießt gerne Essen. Voller Selbstbewusstsein folgt er seinen Träumen und möchte nicht nur seinen vielfältigen Interessen nachkommen, sondern auch ein Mädchen genauer kennenlernen und mit ihr zusammenkommen.
Jake Taylorist ein guter Freund von Kevin, und zusammen mit Papa ist das Trio so ziemlich unzertrennlich. Doch sein älterer Bruder Reg ist der Anführer einer örtlichen Gang und Jake läuft Gefahr, unter seinen Einfluss zu geraten.
Kiesha Williamsist die ältere Schwester von Kevin und ein Läufer-Ass an der High School. Sie ist ein ganz normaler Teenager, der seine Grenzen austestet und dabei mit ihrer überfürsorglichen Mutter aneinandergerät. Kiesha und Kevin stehen sich trotz des Altersunterschiedes sehr nahe und sind füreinander da.
Nina Williamsist die liebevolle Mutter von Kevin und Kiesha sowie stolze Lesbe. Sie hat klare Regeln und hohe Erwartungen an ihre Kinder. Nina ist fest entschlossen ihre Kinder vor den Gefahren der Stadt zu schützten und unternimmt alles, damit diese sich auf ihre Ausbildung und eine glänzende Zukunft konzentrieren können.
Ronnie Davismeint es eigentlich gut, aber er scheint sich nicht aus einiger Kraft aus seiner persönlichen Misere befreien zu können. Dauerhaft arbeitslos, lebt er bei seiner temperamentvollen Großmutter Ethel und träumt davon, wieder mit seiner wahren Liebe zusammenzukommen.
Brandon Johnsonist ein beliebter junger Mann, der danach strebt, ein besserer Mensch zu werden und zusammen mit seiner Freundin Jerrika sein eigenes Restaurant zu eröffnen. Eine Beförderung zum Küchenchef in einem gehobenen Lokal bringt ihn auf den richtigen Weg, doch eine verheerende persönliche Tragödie und ihre Folgen drohen alles zunichtezumachen, wofür er so hart gearbeitet hat.
Jerrika Littleist die Freundin von Brandon und wuchs in einem wohlhabenderen Haushalt auf. Sie versucht, Brandon dabei zu helfen, sich mit ihr eine Zukunft in dem Restaurant aufzubauen, das sie gemeinsam eröffnen wollen. Jerrika hat wenig Nerven für das alte Leben von Brandon und die damit verbundenen Schwierigkeiten.
Reg Taylorist der ältere Bruder von Jake. Er mag zwar ein Drogendealer und Bandenführer sein, doch er beschützt seinen kleinen Bruder, auch wenn es nicht immer von Vorteil ist. Reg führt ein gefährliches Leben, in dem der kleinste Fehltritt nicht nur Schwierigkeiten einbringt, sondern auch den sicheren Tod bedeuten kann.
Detective Armando Cruzist ein weichmütiger Detektiv des Chicago Police Departments in der South Side, dessen Herz für diese schlägt. Er tut täglich sein Möglichstes, um die Gewalt und das Blutvergießen in der Gegend einzudämmen. Doch Armando kämpft an zwei Fronten zur selben Zeit: einerseits gegen die seiner Kollegen, welche ihn für zu weich halten, anderseits gegen die der lokalen Bevölkerung, welche nichts mit der Polizei zu tun haben will.
Laverne Johnsonist die labile Mutter von Brandon, die mehr Erziehung braucht, als sie geben kann. Ein Alkoholproblem, mangelnder Ehrgeiz und ein fragwürdiger Männergeschmack haben ihr Leben stets beeinflusst. Eine schreckliche persönliche Tragödie droht nun dafür zu sorgen, dass ihr Leben komplett aus den Fugen gerät.
Quentin „Q“ Dickinsonist die älteste Nummer-eins-Person in der Gegend. Er war eine längere Zeit fort und ist nun zurückgekehrt, um seinen Anspruch erneut geltend zu machen. Obwohl er seinen Lebensunterhalt mit illegalen Mitteln beschreitet, besitzt er ein gewisses Maß an Höflichkeit und hegt große Interesse am Schutz der Familien in der South Side.
Otis „Douda“ Perryist tagsüber ein erfolgreicher Geschäftsmann und Bürgermeisterkandidat und des Nachts der heimliche Anführer einer brutalen lokal agierenden Gang. Er weiß sehr genau, welche Hände er schütteln muss und wie er in die Kamera zu lächeln hat. Doch seine Motive sind rein egoistisch und werden rücksichtslos mit allen Mitteln verfolgt.
Victor „Trig“ Taylorist der ältere entfremdete Bruder von Jake, der mit seiner Freundin Imani in die South Side zurückkehrt und fest entschlossen ist, seine Familie wieder zusammenzuführen und das Sorgerecht für Jake zu bekommen. Obwohl er gute Absichten hat, hängt ihm seine komplizierte Vergangenheit nach, die dafür sorgt, dass ihn einige nicht als guten Vormund sehen.
Dreist die Ehefrau von Nina und möchte Verantwortung in der Familie ihrer neuen Partnerin übernehmen und als Co-Elternteil für Kiesha und Kevin da sein. Sie liebt ihre neue Familie aus ganzem Herzen und beweist, dass auch in Krisenzeiten auf sie Verlass ist.
Imaniist die liebevolle Trans*-Freundin von Trig, die immer an seiner Seite steht, sich ihm aber auch widersetzt, wenn sie das Gefühl hat, dass er falsch liegt oder etwas Dummes tut. Sie ist ein herzensguter Mensch, die gerne anderen hilft, wenn diese Unterstützung brauchen. So auch bei Trig, den sie beim Erhalt für das Sorgerecht von Jake unterstützt.

## Besetzung und Synchronisation
Die deutschsprachige Synchronisation entstand nach den Dialogbüchern von Ines Böge, Andreas Böge, Marco Rosenberg und Johanna M. Schmidt sowie unter der Dialogregie von Ines Böge durch die Synchronfirma Iyuno-SDI Group Germany in Berlin.
| Rolle                  | Schauspieler       | Hauptrolle (Folgen) | Nebenrolle (Folgen) | Synchronsprecher     |
| ---------------------- | ------------------ | ------------------- | ------------------- | -------------------- |
| Emmett Washington      | Jacob Latimore     | 1.01–               |                     | Sebastian Fitzner    |
| Jada Washington        | Yolonda Ross       | 1.01–               |                     | Nina Herting         |
| Kevin Williams         | Alex R. Hibbert    | 1.01–6.08           |                     | Rocco Maria Palmieri |
| Ronnie Davis           | Ntare Mwine        | 1.01–3.10           |                     | Matthias Klages      |
| Brandon Johnson        | Jason Mitchell     | 1.01–2.10           |                     |                      |
| Jerrika Little         | Tiffany Boone      | 1.01–2.10           |                     |                      |
| Detective Armando Cruz | Armando Riesco     | 1.01–2.10           |                     |                      |
| Stanley „Papa“ Jackson | Shamon Brown Jr.   | 2.01–               | 1.01–1.10           | Emil Graf            |
| Jake Taylor            | Michael Epps       | 2.01–               | 1.01–1.10           | Yannis Finder        |
| Reg Taylor             | Barton Fitzpatrick | 2.01–2.09           | 1.01–1.10           |                      |
| Kiesha Williams        | Birgundi Baker     | 3.01–               | 1.01–2.09           | Marie Hinze          |
| Victor „Trig“ Taylor   | Luke James         | 4.01–               | 3.01–3.10           | Tim Knauer           |
| Otis „Douda“ Perry     | Curtiss Cook       | 4.01–6.16           | 2.02–3.10           | Florian Halm         |
| Alicia                 | Lynn Whitfield     | 7.01–               | 6.09–6.16           |                      |

## Ausstrahlungsübersicht
| Staffel | Episodenanzahl | Erstausstrahlung USA | Erstausstrahlung USA | Deutschsprachige Erstveröffentlichung | Deutschsprachige Erstveröffentlichung |              |
| Staffel | Episodenanzahl | Premiere             | Finale               | Premiere                              | Finale                                |              |
| ------- | -------------- | -------------------- | -------------------- | ------------------------------------- | ------------------------------------- | ------------ |
| 1       | 10             | 7. Januar 2018       | 18. März 2018        | 25. Mai 2022                          | 25. Mai 2022                          | 25. Mai 2022 |
| 2       | 10             | 7. April 2019        | 16. Juni 2019        | 25. Mai 2022                          | 25. Mai 2022                          | 25. Mai 2022 |
| 3       | 10             | 21. Juni 2020        | 23. August 2020      | 25. Mai 2022                          | 25. Mai 2022                          | 25. Mai 2022 |
| 4       | 10             | 23. Mai 2021         | 1. August 2021       | 27. März 2024                         | 27. März 2024                         |              |
| 5       | 10             | 26. Juni 2022        | 4. September 2022    | 27. März 2024                         | 27. März 2024                         |              |
| 6       | 16             | 6. August 2023       | 30. Juni 2024        | Nicht veröffentlicht                  | Nicht veröffentlicht                  |              |
| 7       | 12             | 16. Mai 2025         | 3. August 2025       | Nicht veröffentlicht                  | Nicht veröffentlicht                  |              |

## Auszeichnungen
| Jahr | Auszeichnung       | Kategorie                                                                              | Für | Resultat  | Ref.  |
| ---- | ------------------ | -------------------------------------------------------------------------------------- | --- | --------- | ----- |
| 2018 | Black Reel Awards  | Herausragende Regie in einer Dramaserie                                                | Rick Famuyiwa | Gewonnen  | [ 7 ] |
| 2018 | Black Reel Awards  | Herausragendes Schreiben einer Dramaserie                                              | Lena Waithe | Nominiert | [ 7 ] |
| 2018 | Black Reel Awards  | Herausragender Nebendarsteller in einer Dramaserie                                     | Jacob Latimore | Nominiert | [ 7 ] |
| 2018 | Black Reel Awards  | Herausragender Gastdarsteller in einer Dramaserie                                      | Common | Nominiert | [ 7 ] |
| 2018 | Black Reel Awards  | Beste Dramaserie                                                                       | Barry M. Berg, Common, Derek Dudley, Rick Famuyiwa, Aaron Kaplan, Erin Mitchell, Elwood Reid, Shelby Stone & Lena Waithe | Nominiert | [ 7 ] |
| 2021 | NAACP Image Awards | Herausragende Leistung eines Jugendlichen (Serie, Spezial, Fernsehfilm oder Miniserie) | Alex R. Hibbert | Nominiert | [ 8 ] |
| 2022 | GLAAD Media Awards | Beste Dramaserie                                                                       | The Chi | Nominiert | [ 9 ] |